# Wybory prezydenckie w Islandii w 1968 roku
W wyborach prezydenckich w Islandii w 1968 roku startowało dwóch kandydatów, zwycięstwo odniósł Kristján Eldjárn, który zdobył blisko 2/3 głosów. W głosowaniu wzięło udział 92,2% uprawnionych.
| Kandydat          | Ilość głosów | Procent głosów |
| ----------------- | ------------ | -------------- |
| Kristján Eldjárn  | 67 544       | 65,6           |
| Gunnar Thoroddsen | 35 428       | 34,4           |